# It’s You I Want to Live With
It’s You I Want to Live With ist ein englischsprachiges Studioalbum des deutschen Schlager- und Rockmusikers Peter Maffay, das im Jahre 1973 veröffentlicht wurde. Bei den Songs handelt es sich um englische Versionen seiner ersten drei Alben.

## Entstehung
Malcolm „Mal“ Luker, ehemaliger Keyboarder von The Smoke und Tontechniker in den Münchener Union-Studios, Pete Bellotte, der bereits Texte in englischer Sprache für Lieder von Michael Holm verfasst hatte, und Jack Lloyd übersetzten für das Album einige der deutschsprachigen Schlager von Maffays ersten Studioalben ins Englische. Die ursprünglich deutschen Texte stammen von Michael Kunze. Daneben wurden einige Lieder von Barry und Robin Gibb im Originaltext aufgenommen, die Maffay bereits in deutscher Sprache gesungen hatte (z. B. If I Were the Sky als Ich bin dein Freund auf dem Album Du bist wie ein Lied).

## Veröffentlichungen
Das Album war zunächst in Deutschland nicht erhältlich. 1982 kam It’s You I Want to Live With in Großbritannien als Doppel-LP zusammen mit dem ebenfalls englischsprachigen Album Josie als It’s You/Josie heraus. Diese war in Deutschland ebenfalls nur als Import-Schallplatte erhältlich. Beide Versionen gelten heute als gesuchte Raritäten. Die Seriennummer der Erstveröffentlichung auf Telefunken lautet „SGALP 1675“. Die Doppel-LP erschien unter der Nummer „Teldec 66.28 206 DT“.
Unter dem Namen It’s You Josie sollten die beiden englischsprachigen Alben 2002 als Doppel-CD von Ariola veröffentlicht werden. Die Veröffentlichung wurde aber ohne Angabe von Gründen gekippt, die Alben sind bis heute nicht auf CD erschienen. Die erste CD beinhaltet das Album It’s You I Want to Live With und den Bonustitel Your Golden Hair.
Das Album brachte eine Single hervor, You, die englische Version von Du.

## Titelliste
1. It’s You (I Want to Live With) (Wolfgang Rödelberger, Michael Kunze, Mal Luker) – 4:40
2. Catalina (Christian Bruhn, Kunze, Luker) – 2:55
3. That’s Why I Keep on Loving You (Bruhn, Kunze, Luker) – 3:02
4. You’ve Got Something (Bruhn, Kunze, Pete Bellotte) – 3:15
5. When I Do (Barry Gibb, Robin Gibb) – 4:55
6. You (Peter Orloff, Kunze, Bellotte) – 4:51
7. Peace Hymn (Peter Maffay, Kunze, Bellotte) – 4:25
8. Love Is Forever (Bruhn, Kunze, Luker) – 3:15
9. There’s a Star for Me and You (Maffay, Kunze, Jack Lloyd) – 4:10
10. If I Were the Sky (B. Gibb, R. Gibb) – 3:03
11. Tania (Maffay, Kunze, Bellotte) – 3:05
12. Mando Bay (B. Gibb) – 4:35[5]